# Очарование зла
«Очарование зла» — российский шестисерийный фильм 2006 года режиссёра Михаила Козакова.

## Сюжет
Действие разворачивается во Франции в 1930-е годы в среде русской эмиграции. В дочку бывшего министра Временного правительства Гучкова, Веру, влюбляется бывший белый офицер (а ныне агент ОГПУ) Александр Болевич (его прототип — Константин Родзевич). Он назначает ей свидание у водопада. Придя на место, та с ужасом обнаруживает на скамейке мёртвого человека и убегает, встретив по пути Александра. Впрочем, вернувшись, они ничего не находят.
Друг Болевича, Сергей Эфрон (муж Марины Цветаевой), тоже бывший белый офицер, также становится агентом ОГПУ. Тем не менее, после косвенного участия в убийстве советскими агентами человека, имевшего на них компромат, он хочет «выйти из игры» и обращается за этим к Вере. Она, в свою очередь, узнав, что Александр — советский агент, тоже решает работать на ОГПУ.
Агенты вынуждены скрывать от всех своё занятие, прикрываясь съёмками в кино.

## В ролях
| Актёр              | Роль |
| ------------------ | --- |
| Алексей Серебряков | Александр Болевич                                                                                            |
| Наталья Вдовина    | Вера Гучкова                                                                                                 |
| Галина Тюнина      | Марина Цветаева                                                                                              |
| Карэн Бадалов      | Сергей Эфрон                                                                                                 |
| Анна Каменкова     | Надежда Плевицкая                                                                                            |
| Игорь Васильев     | Скоблин генерал                                                                                              |
| Виктор Тульчинский | Евгений Миллер генерал Белой Армии, руководитель Российского общевоинского Союза (РОВС)                      |
| Андрей Ильин       | Дмитрий Святополк-Мирский князь                                                                              |
| Надежда Горелова   | Ариадна Эфрон                                                                                                |
| Серёжа Пигач       | Мур сын Цветаевой и Эфрона                                                                                   |
| Владимир Качан     | Игнатий Рейсс                                                                                                |
| Александр Тютин    | Сергей Третьяков                                                                                             |
| Олег Шкловский     | Дуглас резидент советской разведки в Париже                                                                  |
| Александр Сирин    | Слуцкий начальник Иностранного отдела ОГПУ                                                                   |
| Игорь Гордин       | Роберт Трайл английский коммунист, бывший лорд, муж Веры Гучковой                                            |
| Юрий Черкасов      | Николай Ежов нарком внутренних дел СССР                                                                      |
| Кирилл Козаков     | Вальтер Кривицкий офицер НКВД                                                                                |
| Игорь Штернберг    | Каминский сотрудник Иностранного отдела ОГПУ (НКВД)                                                          |
| Виталий Хаев       | Кондратьев сотрудник ОГПУ-НКВД                                                                               |
| Людмила Нильская   | Гертруда Шильдбах сотрудница НКВД в Швейцарии                                                                |
| Юльен Балмусов     | Фёдор Дан |
| Дмитрий Аросьев    | Мопен сержант                                                                                                |
| Рубен Симонов      | Рош комиссар французской полиции                                                                             |
| Виктор Борцов      | отец Александр священник православной церкви в Париже                                                        |
| Олег Марусев       | Крымов |
| Андрей Рапопорт    | Пётр Сувчинский профессор-эмигрант, первый муж Веры Гучковой                                                 |
| Александр Клюквин  | Гуль |
| Сергей Сазонтьев   | Сергей Иванович Мацылов полковник, член РОВСа                                                                |
| Юрий Меншагин      | Павел Алексеевич Кусонский генерал, член РОВСа                                                               |
| Михаил Ремизов     | Михаил Александрович Кедров адмирал, член РОВСа                                                              |
| Юрий Колычёв       | Александр Иванович Гучков отец Веры, бывший член III Государственной Думы России, лидер партии «октябристов» |
| Николай Маликов    | Мельгунов |
| Александр Рапопорт | Рудольф Клемент секретарь Троцкого                                                                           |
| Нелли Пшённая      | Анна Сергеевна Орловская княгиня                                                                             |
| Людмила Шергина    | Наталья Николаевна Миллер супруга генерала Миллера                                                           |
| Редек Зима         | тележурналист                                                                                                |
| Владимир Лаптев    | Вертинский                                                                                                   |
| Виталий Краснов    | Иван Бунин                                                                                                   |
| Михаил Козаков     | закадровый текст                                                                                             |

## Съёмочная группа
- Авторы сценария:
  - Александр Бородянский
  - Николай Досталь
  - при участии Михаила Козакова
- Режиссёр-постановщик: Михаил Козаков
- Оператор: Анатолий Иванов
- Продюсеры:
  - Николай Досталь
  - Наталья Попова
  - Владимир Досталь
- Композитор: Шандор Каллош
- Романсы исполняют:
  - Ирина Мусаэлян
  - Геннадий Дзюбенко
- Фильм, снятый в 2006 году, вышел лишь в феврале 2010 года на телеканале «Культура»[1].

## Прототипы героев фильма
- Вера Гучкова (дочь Александра Гучкова), член компартии Франции, работала на ОГПУ.
- Константин Родзевич (прототип Александра Болевича), работал на ОГПУ.
- Марина Цветаева, поэтесса.
- Сергей Эфрон, публицист, литератор. Муж Марины Цветаевой. Сотрудничал с ОГПУ.
- Дмитрий Святополк-Мирский, литературовед, критик, публицист. Вернулся из эмиграции в СССР, где был арестован по подозрению в шпионаже. В 1939 г. умер в лагере под Магаданом.
- Игнатий Рейсс (Порецкий Натан Маркович), сотрудник ОГПУ. После отказа вернуться в СССР был убит.
- Дуглас (Шпигельглас Сергей Михайлович), руководитель контрразведки в Париже. Руководил убийством Игнатия Рейсса и похищением генерала Миллера.
- Вальтер Кривицкий (Гинзберг Самуил Гершевич), высокопоставленный сотрудник НКВД (ОГПУ). Предупредил Рейсса о грозящей расправе. Сам попросил политического убежища во Франции, потом уехал в США, где и был убит советскими спецслужбами.
- Сергей Третьяков, политический деятель, эмигрант, внук Сергея Михайловича Третьякова, брата Павла Михайловича Третьякова, основателя Третьяковской галереи. Сотрудничал с ОГПУ.
- Александр Гучков, видный российский политический деятель, военный министр временного правительства, эмигрант.
- Генерал Миллер, генерал-лейтенант, руководитель белого движения. В эмиграции — председатель Русского Общевоинского союза (РОВС).
- Генерал Скоблин, генерал-майор Белой армии. В эмиграции завербован ОГПУ, участвовал в похищении генерала Миллера.
- Надежда Плевицкая, исполнительница русских народных песен и романсов. Жена генерала Скоблина. Советский агент.
- Ариадна Эфрон, дочь Марины Цветаевой и Сергея Эфрона. Переводчица, мемуарист, художница, искусствовед, поэтесса.
- Абрам Слуцкий — руководитель Иностранного отдела ГУГБ НКВД СССР (1935—1938).
- Николай Иванович Ежов — нарком внутренних дел СССР с 1936 по 1938 год.